# François Allain-Targé

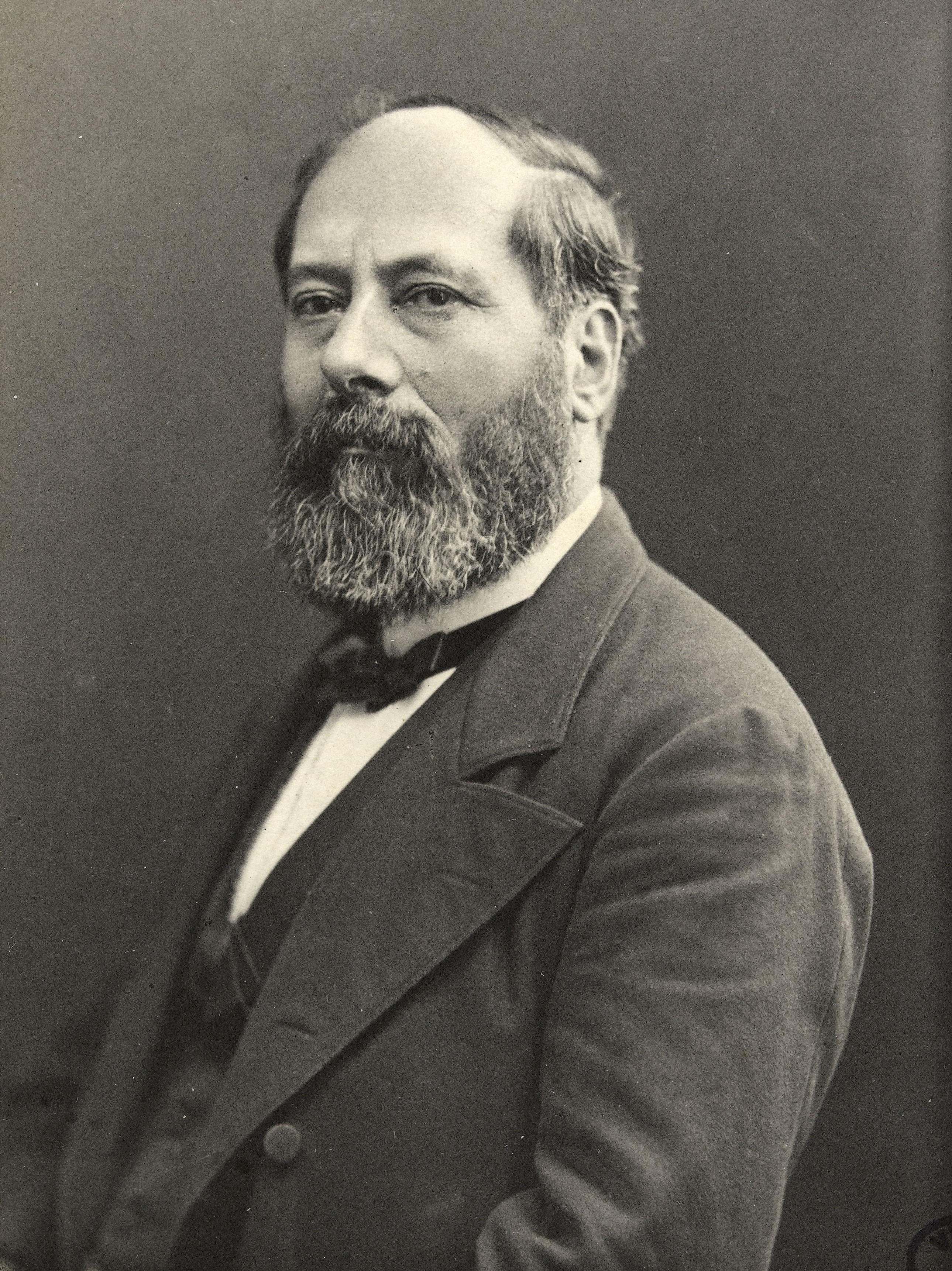
François Henri René Allain-Targé (1832–1902)

François Henri René Allain-Targé (* 17. Mai 1832 in Angers; † 16. Juli 1902 im Schloss Targé in Parnay (Département Maine-et-Loire)) war ein französischer Politiker.

## Leben
François Henri René Allain-Targé, Sohn eines Generalprokurators, studierte Rechtswissenschaften in Poitiers und ließ sich 1853 in seiner Vaterstadt als Advokat nieder. 1857 heiratete er eine Tochter von Abel-François Villemain, mit der er zwei Töchter hatte. Nachdem er von 1861 bis 1864 den Posten eines Stellvertreters des kaiserlichen Prokurators bekleidet hatte, siedelte er nach Paris über, wo er Mitarbeiter von zu Napoleon III. oppositionell eingestellten Zeitungen, namentlich in finanziellen Fragen, wurde. 1868 trat er in die Redaktion des Avenir national ein und gründete mit Léon Gambetta, Paul Challemel-Lacour u. a. die nach einigen Monaten unterdrückte Revue politique.
Nach dem Sturz des Kaiserreichs im September 1870 wurde Allain-Targé zum Präfekten des Départements Maine-et-Loire ernannt, war dann als Armeekommissar tätig und begleitete Gambetta als Präfekt der Gironde nach Bordeaux. Er war wie dieser für die Verteidigung Frankreichs im Deutsch-Französischen Krieg bis zum Äußersten und legte, als die Wahl einer neuen Nationalversammlung (8. Februar 1871) größtenteils konservativ ausfiel, sein Amt nieder. Seit den am 30. Juli 1871 abgehaltenen Wahlen war er radikales Mitglied des Munizipalrats von Paris. Mit Gambetta gründete er auch im November 1871 die Tageszeitung La République française, für die er bis 1889 schrieb.
Im März 1876 wurde Allain-Targé in die Deputiertenkammer gewählt, wo er als treuer Anhänger Gambettas wie dieser der Fraktion Union républicaine angehörte und namentlich seit Mac Mahons Rücktritt 1879 großen Einfluss als Parteiführer gewann. Als Gambetta am 14. November 1881 die Ministerpräsidentschaft übernahm, übertrug er Allain-Targé die Leitung des Finanzministeriums. Mit Gambetta trat auch Allain-Targé bereits am 26. Januar 1882 wieder zurück. Im Ministerium von Henri Brisson amtierte er vom 6. April bis 29. Dezember 1885 als Innenminister. Bei den Neuwahlen vom September/Oktober 1889 erhielt er kein Mandat als Deputierter mehr und zog sich von der Politik zurück. Er starb am 16. Juli 1902 im Alter von 70 Jahren.